# 埔子
埔子，原寫為埔仔，是台灣桃園市桃園區的一個傳統地域名稱。

## 地理

### 地名由來
埔子原寫作埔仔，埔仔的由來有兩種說法：
- 此地在清治時期有一郵傳舖，故稱舖仔，後於日治時期訛為埔仔。

- 埔仔是「小的埔地」之意，而埔地是未墾荒地的意思，是指此地早期開發較少的荒涼景象。

### 範圍
埔子位於桃園區西北部。西北與大竹圍為鄰，北與南崁下為鄰，東北及東隔南崁溪與水汴頭、大檜溪為界，東南邊為小檜溪、桃園，南邊及西南邊為中路，西邊為新興。相較於今日行政區，其範圍大致包括西埔里、中埔里、中成里中部偏北地區、北埔里、瑞慶里、寶安里、明德里、同德里、寶慶里、中寧里、南埔里、慈文里、長德里、長安里、永安里、永興里、中和里北半部、北門里南大半部、東埔里、信光里、同安里、新埔里、莊敬里、自強里。

### 行政區劃
埔子大字下有埔子、北門埔子、八角店子等小字。

### 聚落
本地區發展較早的聚落有埔子、北門埔子、坡子頭、頂埔子、破瓦厝子、公厝、菜堂、茶藔仔、三口坡腳、八角店子、火燒厝、打鐵店子、溪洲、尾埔子、下埔子、溪邊子等，在日治期初期的官方地圖上已有記載。此外，本地區尚有東埔子、中埔子、西埔子等聚落。

## 歷史
1901年（日治明治三十四年）11月，全台廢縣廳改設二十廳，該庄隸屬於桃仔園廳。1903年（明治三十六年），改名桃園廳。1909年（明治四十二年）10月，合併二十廳為十二廳，該庄隸屬不變。1920年（大正九年），該庄改制並雅化為「埔子」大字，隸屬於新竹州桃園郡桃園街，大字下有「埔子」、「北門埔子」、「八角店子」小字名。
戰後桃園街改制為桃園鎮，隸屬於新竹縣，大字亦改制為里。1950年桃、竹、苗分治，桃園鎮改隸屬於桃園縣。1971年7月，桃園鎮升格為縣轄桃園市。2014年12月桃園縣升格為直轄桃園市，桃園市改制為桃園區。

## 交通
國道1號又稱「中山高速公路」，是台灣西部兩條縱向高速公路之一，大致以東北－西南走向經過埔子地區西北部。境內西北部與國道2號交會處設有機場系統交流道，最近的一般交流道是東北側省道台4線交會處的桃園交流道（南崁），由此進入可快速前往台灣西部各地。
國道2號是桃園國際機場至國道3號鶯歌系統交流道的高速公路，東段又稱「桃園內環線」，大致以北北西—南南東走向經過本地區西部近邊界地帶，與國道1號交會處設有機場系統交流道。境內無一般交流道，最近的是西南側大興西路三段交會處的南桃園交流道，由此向北北西可前往機場系統交流道、機場，向南南東可前往八德、國道3號鶯歌系統交流道。
省道台1線（三民路二段～三段）又稱「縱貫公路」，是台北至屏東楓港的傳統平面幹道，大致以東北東—西南西走向經過本地區東南端。由此道路向東北東轉東南東再轉東繞過桃園中心區，可前往龜山、新莊、三重等地，向西南西轉南再轉西可前往中壢、平鎮、楊梅等地。
省道台4線（三民路二段～三段）是竹圍到石門的幹道，在本地區路段與省道台1線共線。由該道路向東北東至春日路路口轉北北西獨行，可前往南崁、竹圍並止於省道台15線路口；向西南西轉南至中山路路口續向南獨行，可前往八德、大溪、龍潭大坪並止於省道台3乙線路口。
市道110號（永安路、三民路三段～二段）是大園至新店的道路，大致先以西北—東南走向蜿蜒經過本地區西南部邊界地帶，再以轉西南西—東北東走向與省道台1線、台4線共線經過本地區東南端。由該道路向西北可前往大竹圍（大竹）、新庄子、埔心、大園市區並止於省道台15線路口，向東北東與省道台1線、台4線共線至春日路路口，轉南南東獨行至離開桃園市區後，可前往鶯歌、三峽、新店等地。
區道桃15線（富國路）是水尾至埔子的道路，也是本地區西部的縱向道路，其南側端點位於本地區西南部市道110號路口。由此向北轉北北西蜿蜒而行，出境後可前往蘆竹、水尾並止於省道台4線路口。
區道桃16線（慈文路）是東埔至文昌國中的道路，也是本地區南部的橫向道路，其西側端點位於中路地區的國際路2段。由此向東北蜿蜒而行，經文昌國中後出境不遠處即止於省道台4線路口。
區道桃17線（同安街、慈文路、民生路）是蘆竹至桃園市區的道路，也是本地區東部的縱向道路，大致以北北西—南南東走向轉西南西—東北東走向再轉縱向再轉北北西—南南東經過本地區東部。由該道路向北北西可前往南崁下、蘆竹聚落並止於區道桃15線路口，向南南東可前往桃園市中心區並止於省道台1線萬壽路、復興路路口。
區道桃18線（莊敬路二段～一段）是打鐵店子至水汴頭的道路，也是本地區北部的橫向道路，其西側端點位於本地區西北部區道桃15線路口。由此向東北東而行，出境後可前往水汴頭並止於省道台4線路口。

## 學校
- 新興國際中小學
- 文昌國中
- 同德國中
- 慈文國中
- 北門國小
- 成功國小
- 慈文國小
- 新埔國小
- 同安國小
- 莊敬國小
- 同德國小
- 中埔國小
- 永順國小

## 公共設施
- 桃園展演中心

## 廟宇
- 豐年宮（土地祠）